# Вымпел (конструкторское бюро, Нижний Новгород)
ОАО КБ по проектированию судов «Вымпел» — российское проектно-конструкторское бюро специализирующееся на проектировании и техническом сопровождении строительства судов различного класса и назначения. За все время более чем по 540 проектам КБ «Вымпел» построено свыше 6500 судов и плавучих инженерных сооружений. Предприятие было основано 18 июля 1930 году в городе Сормово, в настоящее время это один из районов города Нижний Новгород.

## Руководство
- Сергей Алексеевич Тимошенок — управляющий (1930—1934)
- Тень Михаил Владимирович — директор (1934—1937)
- Молдабаев Расул Маратович — директор (1937—1938)
- Сергей Иванович Макаров — директор (1938—1940)
- Пётр Алексеевич Сергеев — начальник ЦКБ (1940—1961)
- Василий Иванович Андрютин — начальник ЦКБ (1961—1964)
- Валерий Васильевич Иконников — начальник ЦКБ (1964—1968)
- Владимир Александрович Евстифеев — начальник ЦКБ (1968—1978)
- Юрий Викторович Леухин — начальник ЦКБ (1978—1991)
- Вячеслав Валентинович Шаталов — генеральный директор КБ (1992-2022)
- Посадов Дмитрий Александрович — временно исполняющий обязанности генерального директора (2022 - н.в.)

## Достижения и награды
Работы КБ в области создания специальных мостопереправочных средств отмечены:
- Государственной премией СССР 1951 г. отмечена разработка проекта парома для стратегически важной Амурской паромной переправы (гл. конструкторы проектов Бубнов К. П., Рачков А. С.)
- Ленинской премией СССР 1963 г. (гл. конструктор проекта Фаддеев А. А., зам. гл. конструктора проекта Дычко И. А.)
- Премией Совета Министров СССР в области строительства 1974 г. отмечен комплекс работ по разработке проекта парома «Сахалин» и строительство железнодорожной паромной переправы Ванино-Холмск (нач. ЦКБ Евстифеев В. А., гл. конструктор проекта Волков Ю. П.)
- Государственной премией СССР в области науки и техники, 1987 г.(гл. конструктор проекта Трефилов В. Ф., нач. отдела Розанов В. С., вед. специалист Злотник М. З.)

Комплекс работ КБ по созданию, освоению и применению плавучих электростанций «Северное Сияние» отмечен Государственной премией СССР в области науки и техники 1975 г. (гл. инж. КБ Леухин Ю. В., гл. конструкторы проекта Головин А. И., Цыганков П. И.)

За большие заслуги в деле развития отечественного флота Указом Президиума Верховного Совета СССР от 25.10.1977 г. КБ «Вымпел» награждено орденом Трудового Красного Знамени.

В 2004 г. комплекс работ по созданию судна атомно-технологического обеспечения отмечен премией Правительства РФ в области науки и техники (нач. КБ Шаталов В. В., гл. конструктор проекта Беляничев В. Б.).

## Разработанные проекты
Научно-исследовательские и промысловые суда:
- Большой морозильный рыболовный траулер (проект 00730)
- Научно-исследовательское судно для комплексных рыбохозяйственных и океанографических исследований в Антарктике (НИС-АР)

Транспортные суда:
- Суда танкерного флота:
  - Танкер дедвейтом 3100т (проект 00211)
  - Танкер-бункеровщик дедвейтом 1200т (проект 00213)
  - Танкер нефте/химовоз дедвейтом 18500т (проект 00212)
  - Танкер-химовоз смешанного плавания (проект 00216)
  - Морской танкер дедвейтом 12000т (проект 00210)
  - Морской танкер дедвейтом 12000т (проект 00215)
  - Танкер-химовоз (проект 00700)
  - Танкер-заправщик дедвейтом 3200т (проект 00120)
  - Танкер-продуктовоз (проект В00206)
- Морские транспортные суда:
  - Универсальный сухогрузный теплоход типа «Русич» (проект 00101)
  - Универсальный сухогрузный теплоход смешанного плавания типа «Борис Щербина» (проект 00352)
  - Универсальный сухогрузный теплоход типа «Pannon Sky» (проект 00221)
  - Универсальный сухогрузный теплоход типа «Александр Твардовский» (проект 16291)
  - Мелкосидящий теплоход контейнеровоз-пакетовоз типа «Виталий Дьяконов» (проект 15881)
- Транспортные речные суда и суда смешанного «Река-море» плавания:
  - Сухогрузный теплоход для перевозки овощей (проект 19620)
  - Сухогрузный теплоход (проект 17437)
  - Составной сухогрузный теплоход (проект 05074)
  - Сухогрузный речной теплоход (проект 507)

Суда ледового класса и средства для освоения континентального шельфа:
- Дизель-электрический ледокол (проект 21900М)
- Дизель-электрический ледокол мощностью 7 МВт (проект 21180)
- Линейный дизельный ледокол (проект 22600)
- Судно снабжения для работы с МЛБУ типа «SDC» (проект 22450)
- Судно для доставки рабочих на морские буровые установки (проект 00810)
- Транспортно-буксирное судно (проект 01271)
- Научно-исследовательский ледокол для комплексных геофизических исследований (проект 00902)
- Универсальное мелкосидящее судно снабжения ледового плавания (проект 00801)
- Арктическое ледокольное судно снабжения (00801.1)
- Транспортный понтон «Севан» (проект 426МВ)
- Транспортно-монтажное судно (проект 10990)
- Ледокольная платформа на воздушной подушке «Торос-1»
- Морская баржа-площадка (проект 16840)

Корабли и суда ВМФ:
- Морское буксирное судно проекта 745мбс
- Транспорт вооружения, для доставки с береговых баз на корабли различного вида боеприпасов, (проект 20360)[4]
- Противодиверсионный катер (проект 21980)
- Водолазный катер (проект 14157)
- Спасательное буксирное судно (проект 22870)
- Рейдовый буксир (проект 705Б)
- Морской буксир (проект 22030)
- Десантный катер (проект 1176)
- Катер связи (проект 1388НЗ)
- Катер экологического мониторинга (проект ПСК-1412)
- Большой морской сухогрузный транспорт «Яуза» (проект 550М)
- Большой гидрографический катер (проект 19920)
- Малое гидрографическое судно (проект 19910)
- Судно безобмоточного размагничивания (проект 17994)
- Экологическое судно «Пётр Градов» (проект 872Э)
- Унифицированное экологическое судно (проект 22990)

Паромы и мостопереправочные средства:
- Паромы:
  - Железнодорожно-автомобильно-пассажирский паром для линии Усть-Луга — Балтийск — порты Германии (проект 00650)
  - Автомобильно-пассажирский паром-ледокол типа «Андрей Коробицын» (проект 1731)
  - Речной автомобильный паром для Волжско-Камского бассейна (проект 736)
  - Морской автомобильный паром для Севастополя (проект 727)
  - Железнодорожный паром типа «Сахалин» (проект 1809)
  - Железнодорожный паром для Каспийской переправы (проект 721)
  - Железнодорожный паром для Амурской переправы (проект 723)
- Мостопереправочные средства:
  - Понтонный парк ППС-84
  - Автодорожный мост НАРМ
  - Наплавной автодорожный мост (проект 10300 КЛ)

Суда атомно-технологического обеспечения:
- Плавучий завод по очистке ЖРО «Ландыш» (проект 00500)
- Универсальный технический транспорт типа «Амур» (проект 11510)
- Плавучая электростанция «Северное сияние»
- Спецтанкер «Серебрянка» (проект 1591)

Суда на воздушной подушке:
- Прогулочно-экскурсионное судно «Ольхон» для озера Байкал
- Морское пассажирское судно «Альтаир»
- Пассажирское СВП со скегами «Баргузин»
- Пассажирское судно для малых рек «Луч»

## Санкции
7 апреля 2022 года, из-за вторжения России на Украину, «Вымпел» был включен в санкционный список США. 19 октября 2022 года попал под санкции Украины. 18 декабря 2023 года «Вымпел» включён в санкционный список стран Евросоюза так как бюро «создаёт суда обеспечения для Военно-морского флота России, которые принимают активное участие в агрессивной войне против Украины».